# 新田上江田町
新田上江田町（にったかみえだちょう）は、群馬県太田市にある地名（町丁）。郵便番号は370-0342。

## 概要
綿打地区にある町丁。

## 地理

### 近隣町丁
- 新田大根町
- 新田上田中町
- 新田高尾町
- 新田中江田町
- 新田赤堀町
- 新田反町町
- 新田金井町

## 世帯数と人口
2022年（令和4年）3月31日現在の世帯数と人口は以下の通りである。
| 町丁         | 世帯数  | 人口   |
| ------------ | ------- | ------ |
| 新田上江田町 | 654世帯 | 1542人 |

## 交通

### 鉄道
町内に鉄道は通っていない。

### 道路
- 群馬県道311号新田上江田尾島線
- 群馬県道292号伊勢崎新田上江田線
- 群馬県道69号大間々世良田線

## 施設
- セブンイレブン太田市新田運動公園前
- わたうちこども園
- 新田荘遺跡 江田館跡